# Nikolaj Panin
Nikolaj Panin (ruski: Николай Панин, pseudonim Nikolaj Aleksandrovič Kolomenkin) (Hrenovoje (Voronješka oblast), 8. siječnja 1872. - Sankt-Peterburg, 27. prosinca 1956.) bio je ruski klizač i trener. Prvi ruski olimpijski prvak.
Na Olimpijskim igrama u Londonu 1908. godine, osvojio je zlatnu medalju u umjetničkom klizanju u disciplini posebnih likova. On je tako postao prvi ruski olimpijski prvak. Disciplina posebnih likova bila je na Olimpijskim igrama samo tada i nikad više.
Na Svjetskom prvenstvu 1903. u Sankt-Peterburgu, osvojio je srebrnu medalju, što je nakon bronce Georga Sandersa u Svjetskom kupu 1896., druga ruska medalja na Svjetskom prvenstvu u umjetničkom klizanju.
Godine 1904. u Davosu, osvojio je broncu na Europskom prvenstvu u umjetničkom klizanju, što je bila prva ruska medalja. Na Europskom prvenstvu 1908. godine u Varšavi, osvojio je srebrnu medalju.
Bio je tri puta nacionalni prvak Rusije 1901. 1902. i 1903. godine.